# Antal Lehár

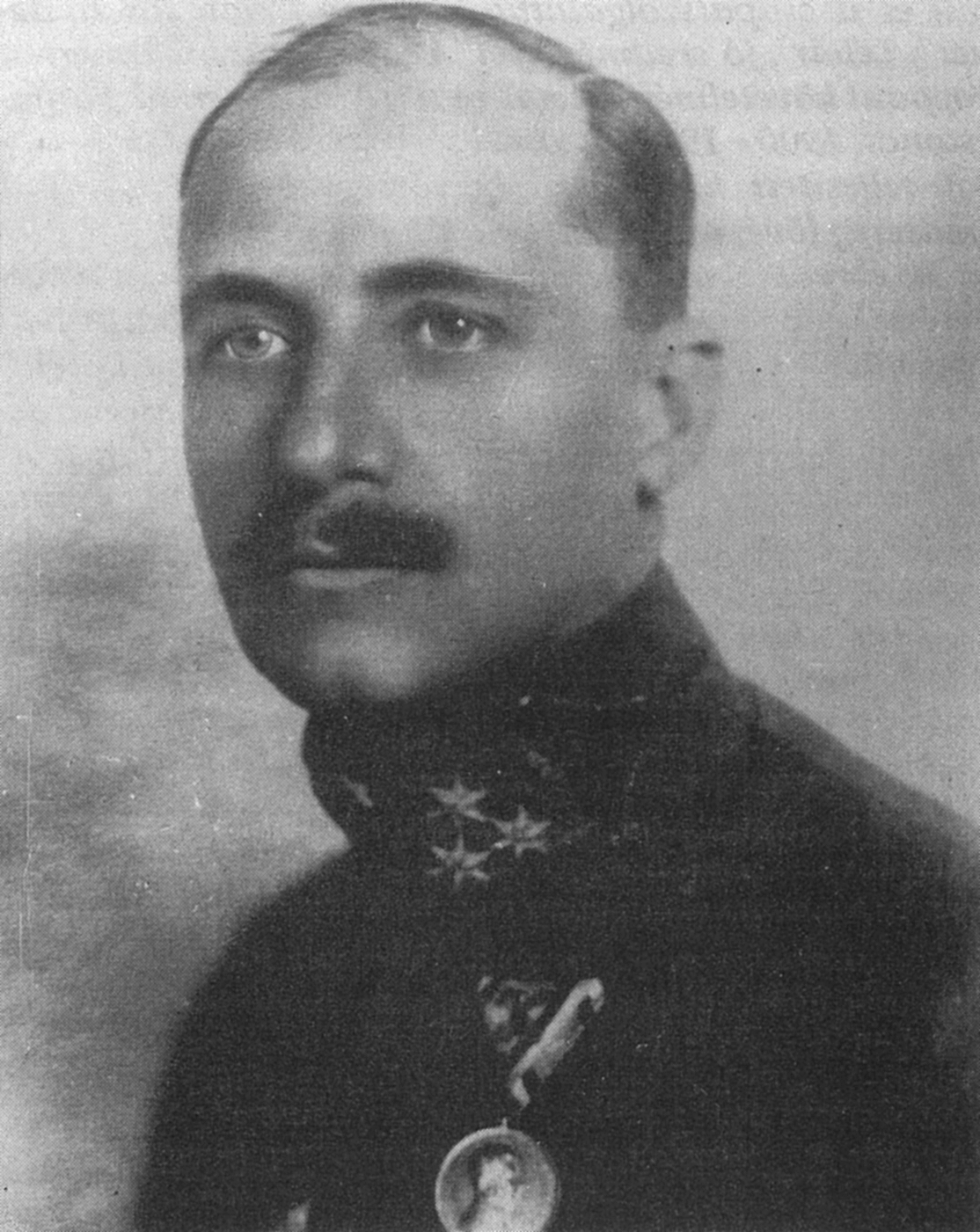
Antal Lehár

Baron Anton Lehár (Sopron, 21 februari 1876 – Wenen, 12 november 1962) was een Hongaars officier, die het hoogtepunt van zijn militaire dienst bereikte toen hij de voormalige keizer-koning Karel I van Oostenrijk steunde bij diens pogingen om de Hongaarse troon te heroveren. Hij was een jongere broer van componist Franz Lehár.

## Biografie
Lehár werd geboren in Sopron, Oostenrijk-Hongarije, als zoon van Franz Lehár, kapelmeester in de Oostenrijks-Hongaarse infanterie. Hij ging naar school in Pozsony, Praag en Wenen. In 1894 werd hij tweede luitenant en in 1898 luitenant. Na een opleiding aan de Kriegsschule in Wenen maakte hij deel uit van de generale staf.

### Eerste Wereldoorlog
Na het uitbreken van de Eerste Wereldoorlog voerde Lehár, nu majoor, het bevel van een infanteriebataljon. Hij raakte gewond in 1914 en werd toegewezen aan het oorlogsministerie in Wenen. In september 1915 werd hij luitenant-kolonel en werd hij naar het Italiaanse front gestuurd. In juni 1916 werd hij overgeplaatst naar het Technische Militaire Comité in Wenen, waar hij aan het hoofd stond van de afdeling infanterie- en cavaleriewapens. Nadien werd hij naar het Oostfront gestuurd en vervolgens toegewezen aan het nieuwe 106e infanterieregiment, waarin hij diende tot het einde van de oorlog. In mei 1918 werd hij kolonel en ontving hij de Gouden Medaille voor Dapperheid.
In augustus dat jaar ontving hij het Ridderkruis in de Militaire Orde van Maria Theresia. In overeenstemming met de statuten van deze orde, werd hij ook in de adelstand verheven met de titel baron. Aan het einde van de oorlog leidde hij zijn regiment terug naar Szombathely.

### Hongarije

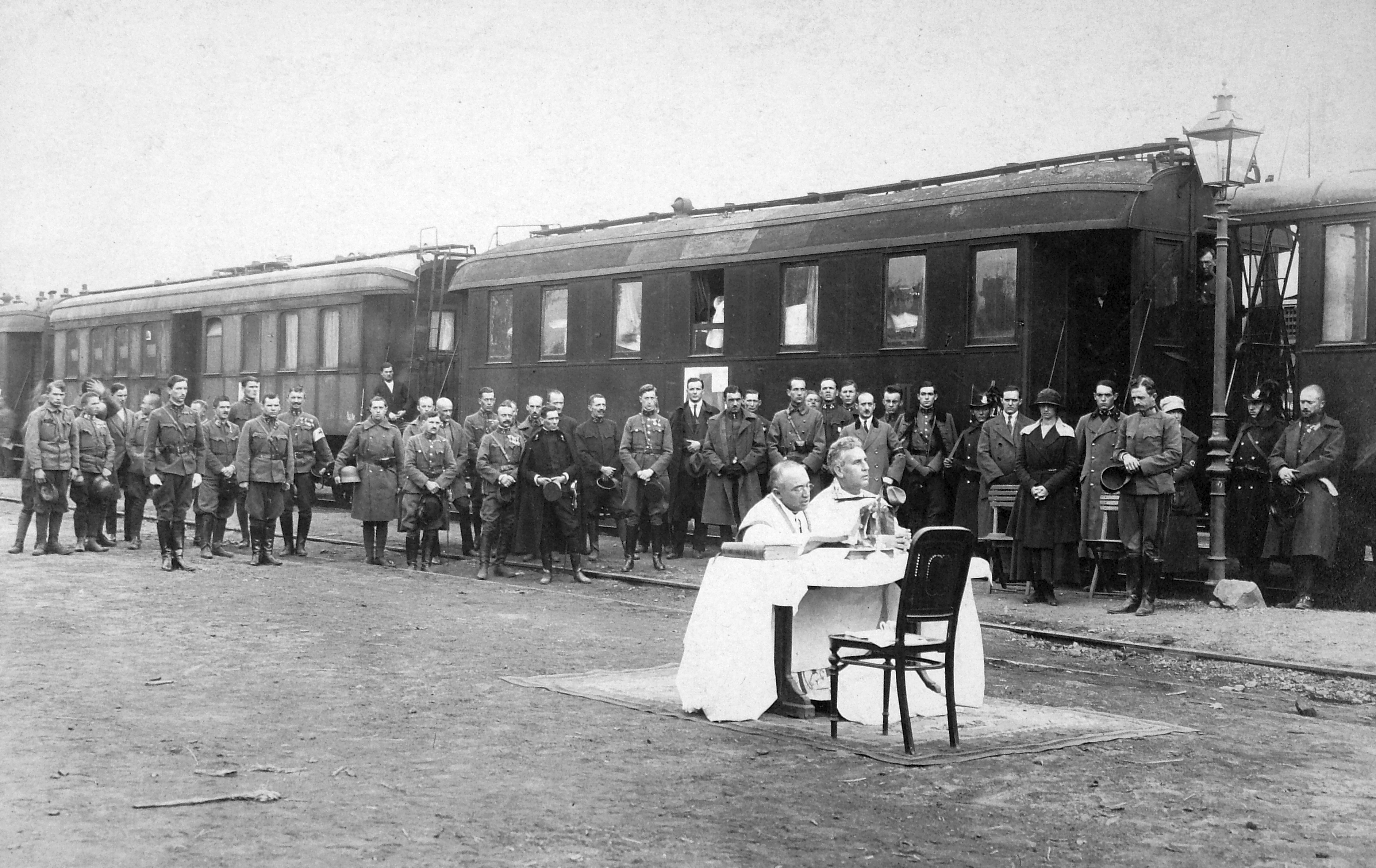
Gevolg van Karel IV bij diens tweede couppoging

Na de Asterrevolutie en het uiteenvallen van Oostenrijk-Hongarije besloot Lehár in Hongarije te blijven en opnieuw voor de monarchie te strijden. Hij speelde een belangrijke rol in de Hongaarse contrarevolutie en werd in augustus 1919 door regent Miklós Horthy aangesteld als militair bevelhebber van West-Hongarije en bevorderd tot generaal-majoor.
Toen de voormalige koning Karel IV in 1921 tweemaal de Hongaarse troon probeerde te heroveren, sloot Lehár zich aan bij diens troepen, maar hun pogingen waren vergeefs. Terwijl Karel op een boot naar Madeira werd gezet, ontsnapte Lehár via Tsjecho-Slowakije naar Duitsland.

### Latere leven
Na de Machtergreifung van Hitler in 1933 moest Lehár Berlijn verlaten, aangezien hij een verdacht individu was geworden door zijn monarchistische overtuigingen. Hij ging in Wenen wonen, waar hij een uitgeverij begon, maar stopte hiermee in 1935. Nadien verhuisde hij naar het platteland, waar hij  landbouwer werd in Theresienfeld. Na de Anschluss in 1938 werd hij gedwongen om naar Wenen te verhuizen, waar de Gestapo hem beter in de gaten kon houden. Na de dood van zijn broer Franz in 1948 beheerde hij diens landgoed en wijdde hij zich toe aan het promoten van diens werk. Zelf stierf hij in Wenen in het jaar 1962.